# Gare de Diebling
La gare de Diebling est une gare ferroviaire française, fermée, de la ligne de Haguenau à Hargarten - Falck, située sur le territoire de la commune de Diebling, dans le département de la Moselle en région Grand Est.

## Situation ferroviaire
Établie à 243 mètres d'altitude, la gare de Diebling (PN 99) est située au point kilométrique (PK) 93,411 de la ligne de Haguenau à Hargarten - Falck, entre les gares de Hundling et de Farschviller.

## Histoire
En 1923, le chef de la halte de Diebling est Pierre Trunkwald.

## Patrimoine ferroviaire
En juin 2012, l'ancien bâtiment de la halte du chemin de fer est présent à côté du passage à niveau, sa façade arrière est en rénovation.